# Totally Crushed Out!
Totally Crushed Out! es el segundo álbum de estudio de la banda That Dog (escrito that dog.), lanzado en 1995 por DGC Records. La grabación está basada en un álbum conceptual sobre el primer amor, con la portada del disco que se asemeja a la obra de arte de  Sweet Valley High, una serie de libros para adultos jóvenes. Este tema está demostrado aún más en el resto del diseño del álbum. Las pistas están listadas como una tabla de contenido con la letra de las canciones divididas en capítulos, mientras que las fotos de la banda aparecen en una sección 'Acerca de los autores', con una breve biografía de cada miembro. 

## Lanzamiento
Del álbum se extrajo el sencillo "He's Kissing Christian", que contó con un video musical dirigido por Frank Sacramento, quien también dirigió videos para las bandas The Breeders y Redd Kross. El álbum incluye también la canción más larga de la banda, "Rockstar", que dura más de siete minutos. La revista Totally Crushed Out fue inspirada por este registro.

## Tabla de contenido
La cubierta posterior del álbum ofrece una breve sinopsis de una historia ficticia, que incluye los títulos de las canciones del álbum en su orden dentro del texto:

She's feeling like a Ms. Wrong again.  Silently she pursues him even though something doesn't feel right.  Telling herself, "in the back of my mind, I have a crush again."  Either he's kissing Christian or he's being shy.  Anymore of this will put her over the edge.  She wants to say, "to keep me, things are going to have to change because I keep putting on lip gloss and you won't kiss me," but she's too crushed out to talk to him.  It seems like everyone is saying "she doesn't know how to handle another crush."
 

The holidays are coming and she's getting depressed.  But she knows that babe with the side part will show up one summer night and be her Mr. Right.  It's time for her to say no to the boys who give up like Michael Jordan, so she can find her very own rockstar... or is it?

## Lista de canciones
- Todas las canciones escritas por Anna Waronker, excepto donde se indique.

1. "Ms. Wrong" (Waronker/Jennifer Konner) – 2:26
2. "Silently" – 2:29
3. "In the Back of My Mind" – 2:04
4. "He's Kissing Christian" – 3:31
5. "Anymore" – 2:42
6. "To Keep Me" – 2:21
7. "Lip Gloss" – 2:58
8. "She Doesn't Know How" – 2:26
9. "Holidays" – 2:30
10. "Side Part" – 2:01
11. "One Summer Night" – 2:10
12. "Michael Jordan" – 3:27
13. "Rockstar" – 7:37

## Personal
- Anna Waronker – voz principal, guitarra
- Petra Haden – voz, violín
- Rachel Haden – voz, bajo, percusión
- Tony Maxwell – batería, piano, guitarra acústica, percusión
- Tanya Haden – chelo
- Joey Waronker – percusión adicional
- Crib – ruido adicional en "To Keep Me"
- Speculum Fight – ruido adicional en "To Keep Me"
- Tom Grimley – productor, mezcla
- Paul du Gré – productor, mezcla
- Rob Cavallo – productor, mezcla
- Jerry Finn – mezcla
- Greg Calbi – ingeniero de masterización (Masterdisk)
- Robin Sloane – dirección creativa
- Jason Dowd – pintura en la portada del álbum
- Robert Fisher – dirección artística, diseño
- That Dog – productor, mezcla, dirección artística, diseño